# Thom Bray
Thomas Edward Bray, detto Thom (Lawrenceville, 30 aprile 1954), è un attore statunitense, principalmente noto per il ruolo di Murray "Boz" Bozinsky nella serie TV Riptide.

## Vita privata
Nato e cresciuto a Lawrenceville nel New Jersey, Thom Bray è sposato dal 1983 con Jane Staugas, direttore casting. La coppia ha tre figli. Insegna recitazione in Oregon e "Studi televisivi" alla Portland State University.

## Carriera
Debutta nel 1980, nel ruolo di "Cyril" in L'America in bicicletta; successivamente recita nella serie TV Harry con Alan Arkin. Il suo primo lungometraggio è il film del 1981 Rosemary's Killer, cui è seguito il film di John Carpenter Il signore del male del 1987.
Nel 1984 ottiene il ruolo di Murray Bozinsky nella serie poliziesca Riptide, ruolo che lo fa conoscere al grande pubblico.
Negli anni novanta ha doppiato il personaggio di Wilbur Finletter nella serie a cartoni L'attacco dei pomodori impazziti; in seguito Bray sarebbe diventato uno scrittore e produttore per la televisione. Il suo ultimo lavoro nello spettacolo è stato nel 2012, in un episodio della serie Leverage - Consulenze illegali.

## Filmografia parziale

### Cinema
- Rosemary's Killer (The Prowler), regia di Joseph Zito (1981)
- Affittasi ladra (Burglar), regia di Hugh Wilson (1987)
- Il signore del male (Prince of Darkness), regia di John Carpenter (1987)
- Creatura degli abissi (Deep Star Six), regia di Sean S. Cunningham (1989)
- La casa 7 (The Horror Show), regia di James Isaac (1989)

### Televisione
- L'America in bicicletta (Breaking Away) – serie TV, 8 episodi (1980-1981)
- Giorno per giorno (One Day at a Time) – serie TV, 4 episodi (1982)
- Riptide – serie TV, 56 episodi (1984-1986)
- La signora in giallo (Murder She Wrote) – serie TV, episodio 3x11 (1986)

## Doppiatori italiani
Nelle versioni in italiano delle opere in cui ha recitato, David Denman è stato doppiato da:
- Oreste Baldini ne La signora in giallo
- Mauro Gravina in Riptide
- Massimo De Ambrosis ne Il signore del male